# دایسوکه انوموتو
انوموتو دای سوکه (Dice-K) (به ژاپنی: 榎本 大輔) متولد سال ۱۹۷۱ میلادی در شهرستان چیبا در استان چیبای ژاپن است و هم اینک ۴۹ سال سن دارد و رئیس یک شرکت تجاری می‌باشد. وی در سال ۱۹۹۸ شرکت تجاری پروجی را به ثبت رساند و در سال ۲۰۰۰ شرکت سهامی پروجی گروپ را تأسیس نمود و در سال ۲۰۰۲ با عنوان مدیر به شرکت سهامی لایو دور(Live Door) که یک شرکت آی تی با سرمایه‌ای بالغ بر ۸ میلیارد دلار است وارد شد.
وی قرار بود در سال ۲۰۰۶ به همراه انوشه انصاری و یک مسافر دیگر به فضا سفر کند که از پس معاینات پزشکی برنیامد و از این سفر بازماند.